# كلية الطب بجامعة ميشيغان
كلية الطب بجامعة ميشيغان (بالإنجليزية: University of Michigan Medical School)‏ هي إحدى الكليات لتدريس الطب في الولايات المتحدة الأمريكية. تقع في مدينة آن آربر في ولاية ميشيغان الأمريكية. نوع الشهادة الطبية التي يتم تحصيلها هناك هي دكتور في الطب.

## خريجون بارزون
- هيرام وينيت أور